# Коки Јонекура
Коки Јонекура (јап. 米倉 恒貴; 17. мај 1988) јапански је фудбалер.

## Каријера
Током каријере је играо за ЈЕФ Јунајтед Чиба и Гамба Осака.

## Репрезентација
За репрезентацију Јапана дебитовао је 2015. године. За тај тим је одиграо 2 утакмице.

## Статистика
| Јапан  | Јапан   | Јапан  |
| Година | Наступи | Голови |
| ------ | ------- | ------ |
| 2015.  | 2       | 0      |
| Укупно | 2       | 0      |